# Ángel Montoro Sánchez
Ángel Montoro Sánchez (València, 25 de juny de 1988) és un futbolista professional valencià, que ocupa la posició de migcampista.
Format al planter del València CF, hi va debutar amb el primer equip a la temporada 07/08, jugant quatre partits. Les posteriors campanyes ha anat cedit al Reial Múrcia CF i al Real Unión de Irun, ambdós de Segona Divisió.
Ha estat internacional amb les seleccions espanyoles inferiors. Amb la sub-19 va guanyar l'Europeu del 2007.